# Antonia Göransson
Antonia Göransson (Stockholm, 1990. szeptember 16. –) világbajnoki bronzérmes svéd női válogatott labdarúgó. A német bajnokságban érdekelt Bayer Leverkusen középpályása.

## Sikerei, díjai

### Klubcsapatokban
Német bajnok (1):
- Turbine Potsdam (1): 2011–12

### A válogatottban
Svédország
- Világbajnoki bronzérmes (1): 2011

### Egyéni
- Az év tehetsége: 2010